# سفر يونان

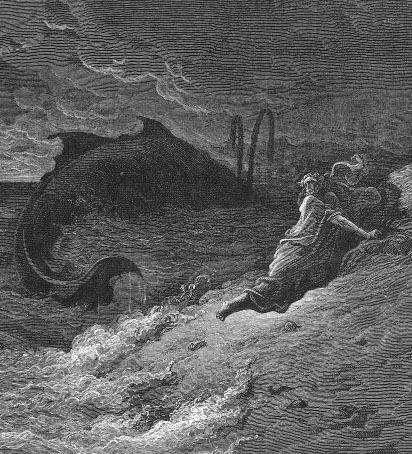
الحوت يقذف يونان إلى الشاطئ للرسام الفرنسي كوستاف دوره

سفر يونان أحد أسفار الأنبياء الإثني عشر الصغار في العهد القديم من الكتاب المقدس المسيحي، والتناخ. يروي السفر قصة نبيًا عبرياً يدعى يونان بن أميتاي أرسله الله ليتنبأ بتدمير نينوى لكنه يحاول الهرب من المهمة الإلهية. ويقع في عهد ييروبام الثاني (786-746 قبل الميلاد)، وربما كُتب في فترة ما بعد المنفى، في وقت ما بين أواخر القرن الخامس إلى أوائل القرن الرابع قبل الميلاد. القصة لها تاريخ طويل تفسيري وأصبحت معروفة من خلال قصص الأطفال الشعبية. في اليهودية، يُقرأ جزء حفترة خلال فترة ما بعد الظهر في يوم الغفران لغرس التأمل في رغبة الله في مسامحة أولئك الذين يتوبون؛ كما أنها تظل قصة شائعة بين المسيحيين. يُعتبر يونان نبيًا في الإسلام، ويتشابه السرد التوراتي عن يونان مع السرد في القرآن في بعض النقاط، مع وجود بعض الاختلافات الملحوظة.

## الاسم
اسم الكتاب في المخطوطات الماسورتية هو سفر يونان وفي الترجمة اللاتينية هو نبؤة يونان وفي الترجمة السريانية هو نبؤة النبي يونان.

## المحتوى
يونان هو الشخصية المحورية في سفر يونان، وبحسب السفر أمر الله يونان أن يعظ مدينة نينوى لكن يونان لم يقتنع بأن المدينة يمكن أن تتوب بالإضافة لكونها مدينة غير يهودية وبالتالي، هرب في سفينة من خلال الذهاب إلى يافة بإتجاه معاكس إلى ترشيش. ولكن الله أهاج البحر وكادت السفينة أن تغرق فحاول الركاب معرفة السبب غضب الألهة (فقد كانوا وثنيين) فإعترف يونان بذنبه وبأنه رفض طاعة إلهه فرمي خارج السفينة وسكنت العاصفة. أما يونان فقد أعد الله له حوتا عظيما لكي يبتلعه وبقي في جوف الحوت ((حجرة تنفس الحوت لأنه لو كان في بطنها كان يموت وذلك بسبب عدم وجود هواء وبسبب مادة هضم الطعام)) ثلاثة أيام بلياليها فدعا الله معترفا بذنبه فقذفه الحوت للساحل وذهب للمدينة العاصية ووعظ سكانها فأعلنوا صوما عاما للتوبة ابتداء من الملك وحتى عامة الشعب والأطفال الرضع والبهائم فعفا الله عنهم، وهذا يدل على أن الخلاص ليس حصرًا في قوم بني إسرائيل.

## التأليف والواقعية التاريخية
إجماع علماء النقد الكتابي هو أن محتويات سفر يونان هي غير تاريخية على الإطلاق. على الرغم من أن يونان النبي يزعم أنه عاش في القرن الثامن قبل الميلاد، تمت كتابة سفر يونان بعد قرون في وقت لاحق خلال فترة الإمبراطورية الأخمينية. تظهر اللغة العبرية المستخدمة في السفر تأثيرات قوية من الآرامية وتتشابه الممارسات الثقافية الموصوفة في السفر تلك الخاصة بالفرس الأخمينيين. كثير من العلماء يرون سفر يونان كعمل من أعمال المحاكاة الساخرة المقصودة أو الهجاء. وإذا كان هذا هو الحال، فعلى الأغلب تم إدخال السفر إلى الأسفار القانونية من الكتاب المقدس العبري من قبل حكماء لم يستطيعوا فهم طبيعته الساخرة وعن طريق الخطأ فسروه على أنه عمل نبوي حقيقي.
بينما محتوى سفر يونان في حد ذاته يعتبر خيالاً، وفقاً للباحثين يونان (أو يونس) نفسه قد يكون نبياً حقيقياً، وقد تم ذكره بإيجاز في سفر الملوك الثاني:
معظم العلماء يعتقدون أن مؤلف سفر يونان المجهول قد اتخذ هذا النبي الغامض في سفر الملوك الثاني كأساس للشخصية الخيالية لسفر يونان، لكن البعض اعتبر أن يونان نفسه هو شخصية أسطورية.

## خارج العهد القديم

### الأناجيل
حسب إنجيلي متى ولوقا يذكر يسوع يونان كما يلي:
- حِينَئِذٍ قَالَ قَوْمٌ مِنَ الْكَتَبَةِ وَالْفَرِّيسِيِّينَ: «يَا مُعَلِّمُ نُرِيدُ أَنْ نَرَى مِنْكَ آيَةً».

فَقَالَ لَهُمْ: «جِيلٌ شِرِّيرٌ وَفَاسِقٌ يَطْلُبُ آيَةً وَلاَ تُعْطَى لَهُ آيَةٌ إِلاَّ آيَةَ يُونَانَ النَّبِيِّ.
لأَنَّهُ كَمَا كَانَ يُونَانُ فِي بَطْنِ الْحُوتِ ثَلاَثَةَ أَيَّامٍ وَثَلاَثَ لَيَالٍ، هَكَذَا يَكُونُ ابْنُ الإِنْسَانِ فِي قَلْبِ الأَرْضِ ثَلاَثَةَ أَيَّامٍ وَثَلاَثَ لَيَالٍ.
رِجَالُ نِينَوَى سَيَقُومُونَ فِي الدِّينِ مَعَ هَذَا الْجِيلِ وَيَدِينُونَهُ لأَنَّهُمْ تَابُوا بِمُنَادَاةِ يُونَانَ وَهُوَذَا أَعْظَمُ مِنْ يُونَانَ هَهُنَا!(متى 12: 39 - 41)

### القرآن
يذكر القرآن ذا النون أي صاحب الحوت واسمه العربي يونس:
- (وَذَا النُّونِ إِذ ذَّهَبَ مُغَاضِبًا فَظَنَّ أَن لَّن نَّقْدِرَ عَلَيْهِ فَنَادَى فِي الظُّلُمَاتِ أَن لا إِلَهَ إِلَّا أَنتَ سُبْحَانَكَ إِنِّي كُنتُ مِنَ الظَّالِمِينَ * فَاسْتَجَبْنَا لَهُ وَنَجَّيْنَاهُ مِنَ الْغَمِّ وَكَذَلِكَ نُنجِي الْمُؤْمِنِينَ)
- (وَإِنَّ يُونُسَ لَمِنَ الْمُرْسَلِينَ * إِذْ أَبَقَ إِلَى الْفُلْكِ الْمَشْحُونِ * فَسَاهَمَ فَكَانَ مِنْ الْمُدْحَضِينَ * فَالْتَقَمَهُ الْحُوتُ وَهُوَ مُلِيمٌ * فَلَوْلَا أَنَّهُ كَانَ مِنْ الْمُسَبِّحِينَ * لَلَبِثَ فِي بَطْنِهِ إِلَى يَوْمِ يُبْعَثُونَ * فَنَبَذْنَاهُ بِالْعَرَاء وَهُوَ سَقِيمٌ *وَأَنبَتْنَا عَلَيْهِ شَجَرَةً مِّن يَقْطِينٍ *وَأَرْسَلْنَاهُ إِلَى مِئَةِ أَلْفٍ أَوْ يَزِيدُونَ. فَآمَنُوا فَمَتَّعْنَاهُمْ إِلَى حِينٍ*)
- (فَاصْبِرْ لِحُكْمِ رَبِّكَ وَلَا تَكُنْ كَصَاحِبِ الْحُوتِ إِذْ نَادَى وَهُوَ مَكْظُومٌ * لَوْلَا أَنْ تَدَارَكَهُ نِعْمَةٌ مِنْ رَبِّهِ لَنُبِذَ بِالْعَرَاءِ وَهُوَ مَذْمُومٌ * فَاجْتَبَاهُ رَبُّهُ فَجَعَلَهُ مِنَ الصَّالِحِينَ *)
- (فَلَوْلَا كَانَتْ قَرْيَةٌ آمَنَتْ فَنَفَعَهَا إِيمَانُهَا إِلَّا قَوْمَ يُونُسَ لَمَّا آمَنُوا كَشَفْنَا عَنْهُمْ عَذَابَ الْخِزْيِ فِي الْحَيَاةِ الدُّنْيَا وَمَتَّعْنَاهُمْ إِلَىٰ حِينٍ *)

### بيبلوجرافيا
- Band، Arnold J. (2003)، Studies in Modern Jewish Literature، JPS Scholar of Distinction Series، Philadelphia, Pennsylvania: The Jewish Publication Society، ISBN:0-8276-0762-8، مؤرشف من الأصل في 2020-03-29
- Ben Zvi، Ehud (2003)، The Signs of Jonah: Reading and Rereading in Ancient Yehud، Sheffield, England: Sheffield Academic Press، ISBN:0-8264-6268-5، مؤرشف من الأصل في 2020-03-29
- Bredin، Mark (2006)، Studies in the Book of Tobit: A Multiple Disciplinary Approach، New York City, New York and London, England: T&T Clark، ISBN:0-567-08229-6، مؤرشف من الأصل في 2020-03-29
- Bremmer، Jan M. (2014) [1987]، Interpretations of Greek Mythology، New York City, New York and London, England: Routledge، ISBN:978-1-315-81300-4، مؤرشف من الأصل في 2020-03-29
- Campbell، Joseph (1988)، The Hero With A Thousand Faces، Princeton, New Jersey: Princeton University Press، ص. 90–95، ISBN:0-586-08571-8، مؤرشف من الأصل في 2020-03-29
- Costa، Nicholas (2013)، Adam to Apophis: Asteroids, Millenarianism and Climate Change، Lemona, Cyprus: D'Aleman Publishing، ISBN:978-9963-2917-0-0، مؤرشف من الأصل في 2020-03-29
- Dalley، Stephanie (1989)، Myths from Mesopotamia: Creation, the Flood, Gilgamesh, and Others، Oxford, England: Oxford University Press، ISBN:0-19-283589-0، مؤرشف من الأصل في 2020-03-29
- Doyle، Brian (2005)، Martínez، F. García؛ Vervenne، M. (المحررون)، Interpreting Translation: Studies on the LXX and Ezekiel in Honour of Johan Lust، Leuven, Belgium: Leuven University Press، ISBN:90-429-1689-3، مؤرشف من الأصل في 2020-03-29
- Dunlap، Janine W.؛ Warren، Hillary (2013)، "VeggieTales"، في Woods، Robert H. (المحرر)، Evangelical Christians and Popular Culture: Pop Goes the Gospel، Santa Barbara, California: Praeger: An Imprint of ABC Clio، ج. 1, Film, Radio, and the Internet، ISBN:978-0313386541، مؤرشف من الأصل في 2020-03-29
- Ensor، Josie (28 فبراير 2017)، "Previously Untouched 600 BC Palace Discovered Under Shrine Demolished by ISIL in Mosul"، ديلي تلغراف، مجموعة تلغراف ميديا، مؤرشف من الأصل في 2020-02-20
- Farhan، Sara؛ Lawandow، Atoor؛ Samuel، Sigal (24 يوليو 2017)، "ISIS Destroyed Jonah's Tomb, but Not Its Message"، The Atlantic، The Atlantic، مؤرشف من الأصل في 2020-03-18
- Ford، Dana؛ Tawfeeq، Mohammed (25 يوليو 2014)، Extremists Destroy Jonah's Tomb, Officials Say، CNN.com، مؤرشف من الأصل في 2017-06-19
- Friedman، Saul S. (2006)، A History of the Middle East، Jefferson, North Carolina: MacFarland & Company, Inc., Publishers، ISBN:0-7864-2356-0، مؤرشف من الأصل في 2020-03-29
- Gaines، Janet Howe (2003)، Forgiveness in a Wounded World: Jonah's Dilemma، Atlanta, Georgia: Society of Biblical Literature، ISBN:1-58983-077-6، مؤرشف من الأصل في 2020-03-29
- Graham، William Albert (1977)، Divine Word and Prophetic Word in Early Islam: A Reconsideration of the Sources with Special Reference to the Ḥadîth Qudsî، The Hague, The Netherlands: Mouton & Co.، ISBN:90-279-7612-0، مؤرشف من الأصل في 2020-03-29
- Green، Barbara (2005) [2005]، Jonah's Journeys، Interfaces، Collegeville, Minnesota: Liturgical Press، ISBN:0-8146-5038-4، مؤرشف من الأصل في 2020-03-29
- Green، Barbara (2011)، "The Old Testament in Christian Spirituality"، في Holder، Arthur (المحرر)، The Blackwell Companion to Christian Spirituality، Chichester, England: Wiley-Blackwell، ISBN:978-1-4501-0247-6، مؤرشف من الأصل في 2020-03-29
- Gudger، E. W. (مارس 1940)، "Twenty-Five Years' Quest of the Whale Shark"، The Scientific Monthly، Washington D.C., United States: American Association for the Advancement of Science، ج. 50، ص. 225–233، Bibcode:1940SciMo..50..225G، JSTOR:16929
- Hamel، Gildas (25 أبريل 2015) [1995]، "Taking the Argo to Nineveh: Jonah and Jason in a Mediterranean Context" (PDF)، Judaism، ج. 44، مؤرشف من الأصل (PDF) في 2017-11-07
- Ingram، Virginia (2012)، Ellens، J. Harold (المحرر)، Psychological Hermeneutics for Biblical Themes and Texts: A Festschrift in Honor of Wayne G. Rollins، New York City, New York and London, England: T&T Clark، ISBN:978-0-567-56602-7، مؤرشف من الأصل في 2020-03-29
- Isaacs، Ronald H. (2006)، Questions Christians Ask the Rabbi، Brooklyn, New York: KTAV Publishing House، ISBN:0-88125-924-1، مؤرشف من الأصل في 2020-03-29
- Kripke، Saul A. (1980) [1972]، Naming and Necessity، Cambridge, Massachusetts: Harvard University Press، ISBN:0-674-59846-6، مؤرشف من الأصل في 2020-03-29
- Levine، Étan (2000)، Heaven and Earth, Love and Law: Studies in Biblical Thought، Berlin, Germany: Walter de Gruyter، ISBN:3-11-016952-5، مؤرشف من الأصل في 2020-03-29
- Lidz، Franz (أبريل 2016)، "How Much Has the Town Where the Scopes Trial Took Place Evolved Since the 1920s?"، Smithsonian، The Smithsonian Institution، مؤرشف من الأصل في 2020-01-22
- Limburg، James (1993)، Jonah: A Commentary، Louisville, Kentucky: Westminster Knox Publishers، ISBN:0-664-21296-4، مؤرشف من الأصل في 2020-03-29
- Marrone، Gaetana (2007)، Encyclopedia of Italian Literary Studies: A-J، New York City, New York and London, England: Routledge، ISBN:1-57958-390-3، مؤرشف من الأصل في 2020-03-29
- McKenzie، Stepehn L.؛ Graham، Matt Patrick (1998)، The Hebrew Bible Today: An Introduction to Critical Issues، Louisville, Kentucky: Westminster Knox Press، ISBN:0-664-25652-X، مؤرشف من الأصل في 2020-03-29
- Mirsky، Mark Jay (1990)، Rabbinic Fantasies: Imaginative Narratives from Classical Hebrew Literature، New Haven, Connecticut: Yale University Press، ISBN:0-300-07402-6، مؤرشف من الأصل في 2020-03-29
- Person، Raymond (1996)، In Conversation with Jonah: Conversation Analysis, Literary Criticism, and the Book of Jonah، Sheffield, England: Sheffield Academic Press، ISBN:1-85075-619-8، مؤرشف من الأصل في 2020-03-29
- Pinsky، Mark I. (2004)، The Gospel According to Disney، Louisville, London: Westminster John Knox Press، ISBN:0-664-22591-8، مؤرشف من الأصل في 2020-03-29
- Romey، Kristin (19 أبريل 2016)، "Exclusive Photos Show Destruction of Nineveh Gates by ISIS"، National Geographic، The National Geographical Society، مؤرشف من الأصل في 2019-03-21
- Sanders، E. P. (1993)، The Historical Figure of Jesus، London, England, New York City, New York, Ringwood, Australia, Toronto, Ontario, and Auckland, New Zealand: Penguin Books، ISBN:0-14-014499-4
- Sherwood، Yvonne (2000)، A Biblical Text and Its Afterlives: The Survival of Jonah in Western Culture، Cambridge, England: Cambridge University Press، ISBN:0-521-79561-3، مؤرشف من الأصل في 2020-03-29
- Smolla، Rodney A. (5 أكتوبر 1997)، "Monkey Business"، The New York Times، The New York Times، مؤرشف من الأصل في 2017-11-07
- Stein، Robert H. (1994)، The Method and Message of Jesus' Teachings، Louisville, Kentucky: Westminster John Knox Press، ISBN:0-664-25513-2، مؤرشف من الأصل في 2020-03-29
- Vicchio، Stephen J. (2008)، Biblical Figures in the Islamic Faith، Eugene, Oregon: Wipf & Stock، ISBN:978-1-55635-304-8، مؤرشف من الأصل في 2020-03-29
- Walton، John H.؛ Armerding، Carl E.؛ Walker، Larry L. (2017) [1985]، Jonah, Nahum, Habukkuk, Zephaniah، The Expositor's Bible Commentary، Grand Rapids, Michigan: Zondervan، ISBN:978-0-310-53196-8، مؤرشف من الأصل في 2020-03-29
- Wheeler، Brannon M. (2002)، Prophets in the Quran: An Introduction to the Quran and Muslim Exegesis، New York City, New York and London, England، ISBN:0-8264-4957-3، مؤرشف من الأصل في 2020-03-29{{استشهاد}}:  صيانة الاستشهاد: مكان بدون ناشر (link)
- Ziolkowski، Jan M. (2007)، Fairy Tales from Before Fairy Tales: The Medieval Latin Past of Wonderful Lies، Ann Arbor, Michigan: University of Michigan Press، ISBN:978-0-472-03379-9، مؤرشف من الأصل في 2020-03-29

- سفر يونان من الموسوعة البريطانية المختصرة